# Wielka Synagoga w Ołyce
Wielka Synagoga w Ołyce – nieistniejąca, drewniana bożnica w Ołyce.

## Historia
Historia społeczności żydowskiej w Ołyce sięga drugiej połowy XVI wieku. Pod koniec XVII wieku lokalna wspólnota należała już do największych społeczności żydowskich na Wołyniu. Wielka Synagoga została wzniesiona pod koniec XVIII lub już w XIX wieku, zastępując wcześniejszą bożnicę, która spłonęła w 1787 roku. Budynek odbudowano bo pożarze albo znacznie przebudowano w XIX wieku. W okresie międzywojennym synagoga straciła na znaczeniu na rzecz ośmiu innych, chasydzkich bożnic, choć pozostała ważnym symbolem lokalnej społeczności żydowskiej i korzystano z niej podczas specjalnych okazji.

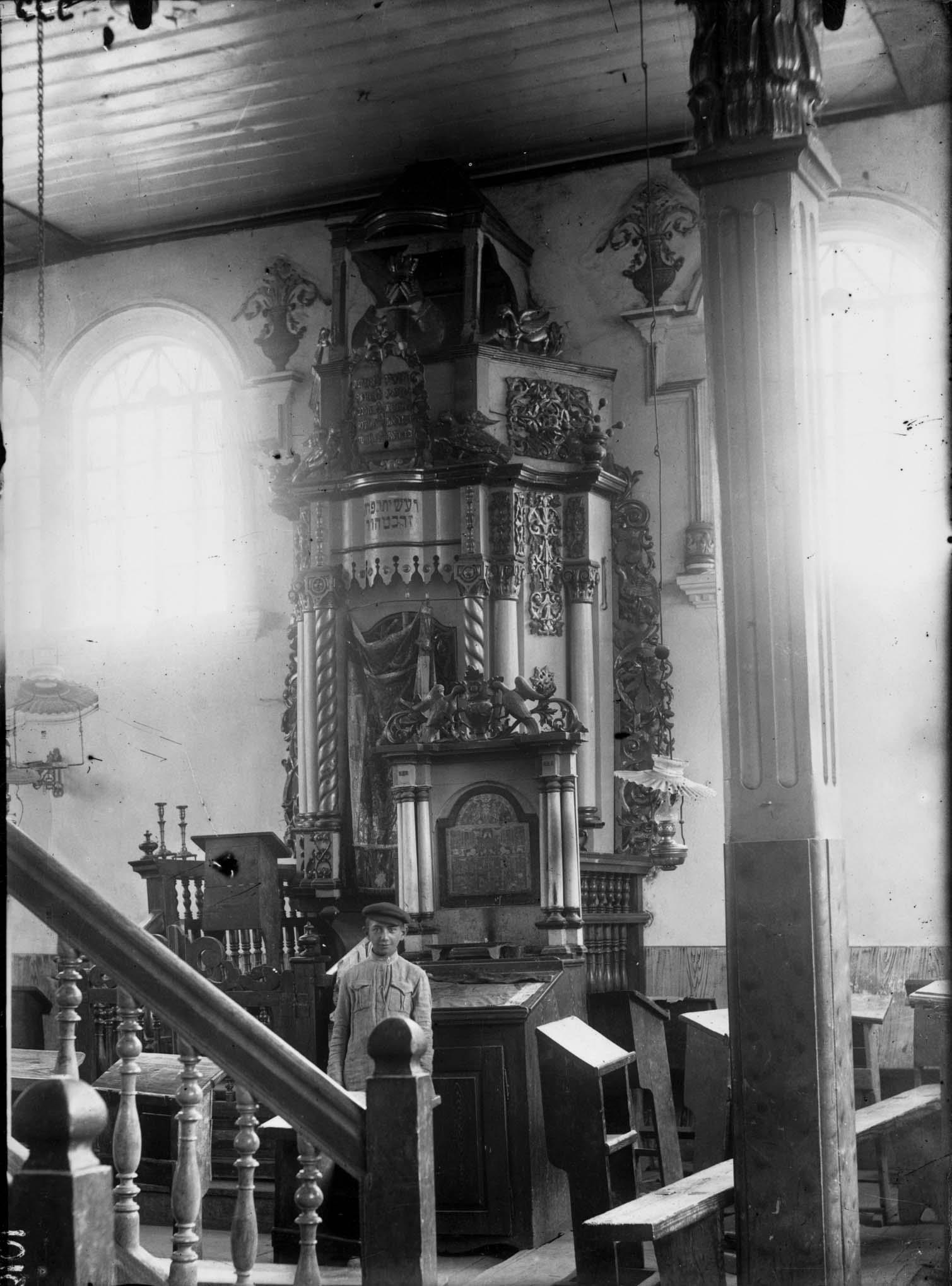
Wnętrze synagogi, fot. Henryk Poddębski

Jedną z legend dotyczących synagogi spisano podczas badań etnograficznych prowadzonych przez Szymona An-skiego, jednak jej treść zaprzecza dokumentom historycznym na temat bożnicy.
Choć budynek przetrwał likwidację miejscowego getta w lipcu 1942 roku, synagogę zniszczono w późniejszym okresie II wojny światowej.

## Architektura
Synagoga w swojej ostatniej odsłonie była dużym, drewnianym budynkiem z salą główną na planie zbliżonym do kwadratu, o ścianach zrębowych. Bożnicę zwieńczał dwukondygnacyjny, czterospadowy dach. Do sali o oknach bliźniaczych zamkniętych pełnymi łukami przylegała sień, nad którą zawieszono chórek, oddzielony ścianą od babińca. Zewnętrzna galeria posiadała trójprzęsłowe piętro, do którego prowadziły schody zabiegowe w jej skrajnych przęsłach. Z południa i północy przylegały niskie, otynkowane dobudówki, które mieściły synagogi rzemieślników.
We wnętrzu sali cztery szeroko rozstawione słupy zakończone kapitelami podpierały płaski strop, rozdzielając jego powierzchnię na dziewięć części. Podium bimy z balustradą, której dół składał się z ażurowej plecionki, zaś góra z toczonych tralek. Udekorowany motywem wici roślinnej aron ha-kodesz składał się z szafy z nadstawą zwieńczoną małą kopułą. Nadstawę zdobiły Tablice Przykazań w otoczeniu ptaków, zaś nad nimi znajdywały się błogosławiące dłonie, a po bokach gryfy.